# Florencia Ghio
Florencia Ghio (Buenos Aires, Argentina; 10 de julio de 1973) es una actriz, periodista y locutora argentina

## Carrera
Hija del recordado actor Adrián Ghio, fallecido trágicamente en un accidente vehicular en 1991, y la actriz Ana Ferrer, se desempeñó a lo largo de los años y en vocación periodística en cine, radio, teatro, publicidad y televisión. Estudió en el Inst. F.F. Bernasconi, luego en la Escuela Normal 4, en la UBA y en el ISER (donde se recibió de locutora nacional en 1995).
Estudió actuación con Raúl Serrano, Hugo Midón, Salvador Amore, Andrea Garrote, y en la Escuela de Julio Bocca.
En televisión trabajó como notera del programa conducido por Jorge Guinzburg y Ernestina Pais, Mañanas informales . Luego participó como columnista por Canal 26, en los programas de espectáculos Tomalo con calma y Punto de partida, este último junto a Alejandro Rial. Trabajó 11 años en Canal 26, donde los últimos dos, se desempeñó como conductora del noticiero de la primera mañana.
También fue panelista de "Yo amo a la TV" y notera de "Nosotros a la mañana" y "El club de las divorciadas" de Canal 13. En el 2012 trabajó como actriz en la tira Sos mi hombre, junto a Celeste Cid y Luciano Castro. También formó parte del elenco de "Granizo" (Netflix), "Los protectores" (Star+), "El Tigre Verón" (Canal13).
En teatro trabajó en "Saltimbanquis" (teatro Alvear y Odeón), "El show de los chicos enamorados", "Camarines" y "El diario de Eva".
En el 2010 con motivo del festejo del Bicentenario y de los primeros 100 años de Argentores, institución que defiende el derecho de los autores, fue invitada a participar de una mesa dedicada al cine en la sala Lugones de La Feria del Libro. Allí participó junto a Selva Alemán y Arturo Puig.
Como locutora se encuentran sus trabajos en: Radio Continental, Radio Del Plata, LA 990, Rock and Pop, Top 40, Radioshow, Mucha Radio, Radio Disney y POP 101.5 entre otras.
Fue nominada al Martín Fierro de Cable como Mejor Labor Periodística Femenina.
Actualmente se desempeña como notera en el programa periodístico Arriba América, por el canal homónimo.
En cuanto a su vida privada se encuentra casada y tiene dos hijos.

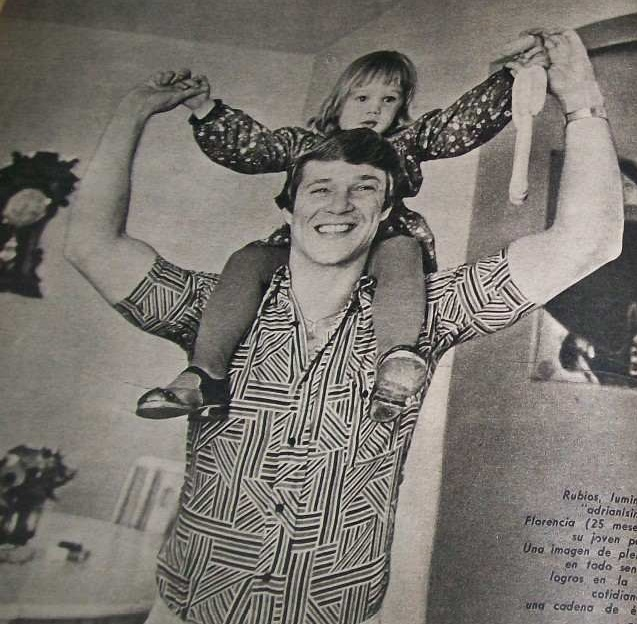
Fotografía de Florencia (25 meses) en 1975 junto a su padre.

## Televisión
Como periodista:
- 2016: Bdv (invitada especial).
- 2015: Diario 26.
- 2015: La Mañana[4]
- 2011: Punto de partida.
- 2010: Tomalo con calma.
- 2006: Mañanas informales.
- 2005: Energy 26.

Como actriz:
- 2022: “Chaira”
- 2021: “Granizo”
- 2020: “Los Protectores”
- 2019: “El Tigre Verón”.
- 2012: Sos mi hombre.
- '2004-2005: “Floricienta”.
- 2002: “Kachorra”.
- 1992: “¿Dónde estás amor de mi vida que no te puedo encontrar?”
- 1985: “Pelito”.

## Teatro
- 1985: Saltimbanquis
- 1988: EL Show de los chicos enamorados.
- 1994: Camarines.
- 2011: “Ciega a citas” Con Muriel Santa Ana, Arturo Bonín, Cristina Alberó, Rita Terranova, Manuel Vicente, Alejo Ortiz y elenco. Feria del Libro 2011. Dirección: Sergio Vaimann. “Una voz en el teléfono” Con Raúl Taibo, Carolina Papaleo, María Fiorentino, Martín Slipak, Manuel Vicente y elenco. Feria del Libro 2011. Dirección: Victor Agú.
- 2015: El diario de Eva de Ana Ferrer, junto a Alfredo Noberasco.[5]